# Karel Anderle (lesník)
Karel Anderle (16. června 1876, Vysoké Mýto – ? ) byl český lesník, vysokoškolský profesor a pedagog.
Působil v Hodoníně v letech 1919–24, pak v Solném Hradě na Slovensku, byl profesorem lesnictví na Vysoké škole zemědělské v Brně (dnes Mendelova zemědělská a lesnická univerzita v Brně).

## Dílo
- Jak obrodit naše lesy, Praha : Brázda, 1949